# Stanisław Wojtowski
Stanisław Wojtowski (ur. 9 maja 1850 w Skokach, zm. 8 grudnia 1913 w Wiesbaden) – polski i niemiecki architekt.

## Życiorys
Urodził się w rodzinie Teodora Wojtowskiego i Marii z domu Rodewald. Po ukończeniu poznańskiego gimnazjum Marii Magdaleny odbył służbę wojskową w tamtejszym garnizonie, uzyskał stopień oficera. Następnie wyjechał do Berlina, gdzie na Uniwersytecie Technicznym studiował inżynierię lądową i wodną oraz architekturę. Podczas studiów poślubił Elisabeth Frohnrath, którą miał dwóch synów i pięć córek.
W 1880 zamieszkał w Wiesbaden, gdzie założył własną firmę architektoniczną, która szybko nabrała renomy. Budynki zaprojektowane przez Stanisława Wojtowskiego znajdują się w Wiesbaden, Rheingau i Rheinhessen, z czego w samym Wiesbaden jest to jedenaście budynków mieszkalnych i handlowych oraz szesnaście willi w Nobelviertel na zboczach Noreberg. Większość z nich powstała w modnym wówczas stylu historyzmu, wszystkie cechuje bogaty detal i staranne wykończenie, obecnie wiele z nich podlega ochronie jako zabytki. Stanisław Wojtowski zmarł w Wiesbaden w wieku 63 lat, spoczywa na cmentarzu Neuer Südfriedhof.